# Ямайка на Чемпіонаті світу з водних видів спорту 2015
Ямайка взяла участь у Чемпіонаті світу з водних видів спорту 2015, який пройшов у Казані (Росія) від 24 липня до 9 серпня.

## Медалісти
| Медаль | Ім'я          | Вид спорту | Дисципліна   | Дата     |
| ------ | ------------- | ---------- | ------------ | -------- |
| 2      | Алія Аткінсон | Плавання   | 50 м брасом  | 9 серпня |
| 3      | Алія Аткінсон | Плавання   | 100 м брасом | 4 серпня |

## Стрибки у воду
Ямайські спортсмени кваліфікувалися на змагання з індивідуальних стрибків у воду.
Чоловіки
| Спортсмен        | Дисципліна        | Попередні змагання | Попередні змагання | Півфінали       | Півфінали       | Фінал           | Фінал           |
| Спортсмен        | Дисципліна        | Очки               | Місце              | Очки            | Місце           | Очки            | Місце           |
| ---------------- | ----------------- | ------------------ | ------------------ | --------------- | --------------- | --------------- | --------------- |
| Йона Найт-Віздом | Трамплін, 1 метр  | 335.95             | 19                 | Н/Д             | Н/Д             | Завершив виступ | Завершив виступ |
| Йона Найт-Віздом | Трамплін, 3 метри | 356.30             | 37                 | Завершив виступ | Завершив виступ | Завершив виступ | Завершив виступ |

## Плавання
Ямайські плавці виконали кваліфікаційні нормативи в дисциплінах, які наведено в таблиці (не більш як 2 плавці на одну дисципліну за часом нормативу A, і не більш як 1 плавець на одну дисципліну за часом нормативу B):
Чоловіки
| Спортсмен       | Дисципліна           | Попередній заплив | Попередній заплив | Півфінал        | Півфінал        | Фінал           | Фінал           |
| Спортсмен       | Дисципліна           | Час               | Місце             | Час             | Місце           | Час             | Місце           |
| --------------- | -------------------- | ----------------- | ----------------- | --------------- | --------------- | --------------- | --------------- |
| Сідрелл Вільямс | 50 м вільним стилем  | 25.15             | 59                | Завершив виступ | Завершив виступ | Завершив виступ | Завершив виступ |
| Сідрелл Вільямс | 100 м вільним стилем | 52.81             | 78                | Завершив виступ | Завершив виступ | Завершив виступ | Завершив виступ |
| Тімоті Вінтер   | 50 м на спині        | 27.21             | 52                | Завершив виступ | Завершив виступ | Завершив виступ | Завершив виступ |
| Тімоті Вінтер   | 100 м на спині       | 57.47             | 46                | Завершив виступ | Завершив виступ | Завершив виступ | Завершив виступ |

Жінки
| Спортсменка   | Дисципліна      | Попередній заплив | Попередній заплив | Півфінал         | Півфінал         | Фінал            | Фінал            |
| Спортсменка   | Дисципліна      | Час               | Місце             | Час              | Місце            | Час              | Місце            |
| ------------- | --------------- | ----------------- | ----------------- | ---------------- | ---------------- | ---------------- | ---------------- |
| Алія Аткінсон | 50 м брасом     | 30.27             | 2 Q               | 30.78            | 6 Q              | 30.11            | 2                |
| Алія Аткінсон | 100 м брасом    | 1:07.09           | =8 Q              | 1:06.21          | 3 Q              | 1:06.42          | 3                |
| Алія Аткінсон | 50 м батерфляєм | 27.01             | =31               | Завершила виступ | Завершила виступ | Завершила виступ | Завершила виступ |